# 142e brigade d'infanterie (Ukraine)
La 142e brigade d'infanterie (en ukrainien : 142-га окрема піхотна бригада (142-ha okrema pichotna bryhada), unité militaire A4820) est une unité d'infanterie légère des forces terrestres ukrainiennes, subordonnée au commandement opérationnel « Est » et basée à Krasnohrad.

## Historique
La brigade est créée le 15 février 2023 dans le cadre de l'élargissement de la Réserve de l'armée ukrainienne, regroupant des bataillons de fusiliers recrutés dans différentes régions d'Ukraine sous la responsabilité du commandement opérationnel « Est »,. En juin, des éléments de la brigade sont déployés au front pour la première fois, frappant les positions russes dans l' oblast de Donetsk,. Durant l'été, le 461e bataillon est repéré à Krasnohorivka, le 462e dans le secteur de Toretsk puis de Tchassiv Iar.

## Structure et équipement

### Ordre de bataille
- État-major de la brigade[5] ;
  - 
    -  Compagnie de protection du QG[5];

  -  413e bataillon de fusiliers (A4858)[6] ;
  -  414e bataillon de fusiliers ;
  -  416e bataillon de fusiliers (A4891)[7] ;
  -  425e bataillon de fusiliers (A4862) ;
  -  426e bataillon de fusiliers (A4875)[8] ;
  -  457e bataillon de fusiliers (A4952)[9] ;

## Commandants
- Colonel Ivan Veretejchenko (2023-2024)
- Colonel Andrij Džuk (2024-en fonction)

## Remarques
1. ↑  (en) « Ukrainian Army forms new brigades (Updated) », 2 aprile 2023
2. ↑  (ru) Alexey Sukonkin, « СПРАВОЧНО: механизированные войска Украины » [« RIFERIMENTO: truppe meccanizzate dell'Ucraina »],‎ 11 luglio 2023
3. ↑  (uk) « Ліквідовують ворога та його техніку: новостворена бригада ЗСУ почала роботу на фронті (відео) », Se concentrer,‎ 15 giugno 2023 (lire en ligne)
4. ↑  Ukraine Control Map, « 18/20 142nd Reserve Rifle Brigade shell Russian positions south of Vodiane. This is the first time they have entered combat to our knowledge », sur Twitter, 15 giugno 2023
5. 1 2  (en) « 142nd Infantry Brigade », sur militaryland.net (consulté le 14 juillet 2025).
6. ↑  (en) « 413th Rifle Battalion », sur militaryland.net (consulté le 14 juillet 2025).
7. ↑  (en) « 416th Rifle Battalion », sur militaryland.net (consulté le 14 juillet 2025).
8. ↑  (en) « 426th Rifle Battalion », sur militaryland.net (consulté le 14 juillet 2025).
9. ↑  (en) « 457th Infantry Battalion », sur militaryland.net (consulté le 14 juillet 2025).